# 420 до н. е.

## Події
- Інтеррекс Луцій Папірій Мугіллан. Військові трибуни з консульською владою Луцій Квінкцій Цинціннат (3-й раз), Луцій Фурій Медуллін (3-й раз), Марк Манлій Вульсон і Авл Семпроній Атратин. Плебейські трибуни Тит Антистій, Секст Помпілій, Марк Канулей.[1]
- Суд над Г. Семпронієм, штраф 15 тис. ассів.
- 90-і Олімпійські ігри. Аркадець Андросфен вперше переміг в панкратіоні. Перемога Алківіада.
- 420/19 — Афінський архонт-епонім Астифіл. Ефор-епонім Спарти Іларх.
- Алківіада (бл.450-404) вперше обрано стратегом.
- Союз між Афінами, Аргосом, Мантінеєю й Елідою.

## Народились
- Луцій Антістій (військовий трибун 379 року до н.е.)
- Шень Бухай — китайський політичний діяч, філософ-легіст періоду Чжаньго.

## Померли
- Бу Шан — китайський вчений періоду Чуньцю, один з найкращих учнів Конфуція. Визнається як засновник традиції текстуальної інтерпретації. Відомий під призвиськом Цзи-Ся.